# Aegires leuckartii
Aegires leuckartii är en snäckart som beskrevs av Jean-Baptiste Vérany 1853.
Aegires leuckartii ingår i släktet Aegires och familjen Aegiridae. Inga underarter finns listade i Catalogue of Life.